# 爬岩红
爬岩红（学名：Veronicastrum axillare）为玄参科腹水草属下的一个种。

## 扩展阅读
維基物種上的相關：爬岩红